# Hendrik Nielsen
Hendrik Nielsen, også kaldet Indalêraq (født 1. juni 1942 i Saarloq, død 4. september 2022) var en grønlandsk politiker. Han var medlem af Grønlands Landsråd fra 1974 til 1979 og derefter med medlem af Landstinget for Siumut til 1991. Hendrik Nielsen var landsstyremedlem for bygder, yderdistrikter, arbejdsmarked og ungdom i 1983-1987.

## Liv
Hendrik Nielsen var søn af landsrådmedlem Jakob Nielsen (1910-1985) og hans kone Marie "Mâliâraĸ" Dorph (død 1978). Han havde seks søstre. Han blev født i Saarloq, men voksede op i Aappilattoq og Alluitsup Paa. Hendrik Nielsen blev gift med husholdersken Dorthe (født 1950) den 26. april 1980.
Hendrik Nielsen gik på efterskole i Qaqortoq fra 1957 til 1959 og blev uddannet som fisker fra 1965 til 1966.
Han stillede op som første stedfortræder for Jens Adolfsen og som anden stedfortræder for Marius Abelsen (de) ved landsrådsvalget i 1971. Marius Abelsen blev valgt, men døde i 1972, så hans første stedfortræder, Jørgen Poulsen (de), overtog hans plads. Poulsen omkom ved en helikopterulykke (de) i oktober 1973, så Hendrik Nielsen afløste ham i Grønlands Landsråd fra 1974. Han stillede op til landsrådsvalget i 1975 og blev genvalgt. I slutningen af 1970'erne foreslog Nielsen gentagne gange, at Grønland skulle have sit eget flag, hvilket endelig blev realiseret på hans foranledning af Thue Christiansen i 1985.
Han blev valgt til det første Landsting for Siumut ved landstingsvalget i 1979. Fra 1980 til 1983 sad han også i både bygderådet og kommunalbestyrelsen i Qaqortoq Kommune. Han blev genvalgt til Landstinget ved valget i 1983 og udnævnt til minister for bygder, yderdistrikter, arbejdsmarked og ungdom i Regeringen Motzfeldt II. Efter at være blevet genvalgt i 1984 beholdt han sit ministerium i Regeringen Motzfeldt III. I 1987 blev han valgt til Landstinget for endnu en periode. Ved valgene i 1991 og 1995 stillede han kun op som første stefortræder for Kaj Egede (de).
Han var hovedbestyrelsesmedlem i fisker- og fangerforeningen KNAPK fra 1969 til 1983. Han sad også i bestyrelsen for KGH og Grønlands Tekniske Organisation fra 1975 til 1982. og var medlem af hovedbestyrelsesmedlem for fagforbundet SIK fra 2001 til 2009 og fra 2012 til 2013.
Hendrik Nielsen blev tildelt fortjenstmedaljen Nersornaat i sølv den 29. november 1990. Han døde i 2022 i en alder af 80 år.